# Grete Knudsen
Grete Knudsen (* 13. Oktober 1940 in Bergen als Grete Smith-Hansen; † 4. Dezember 2023) war eine norwegische Politikerin der Arbeiderpartiet (Ap). Sie war von 1981 bis 2001 Abgeordnete im Storting. Von November 1992 bis Januar 1994 fungierte sie als Sozialministerin, anschließend bis Oktober 1996 als Handels- und Schifffahrtsministerin. Danach war Knudsen bis zum Ende des Jahres 1996 Wirtschaftsministerin. Bis Oktober 1997 sowie erneut von März 2000 bis Oktober 2001 war sie Wirtschafts- und Handelsministerin.

## Leben
Knudsen wuchs in Bergen in einer sozialdemokratisch geprägten Familie auf. Sie schloss im Jahr 1959 ihre Schulzeit ab. Im Jahr 1963 beendete sie ihr Lehramtsstudium. Anschließend war bis 1967 als Lehrerin in Bergen tätig. Im Jahr 1967 wurde sie Rektorin der weiterführenden Schule für Jugendliche mit Lernstörungen in Gausdal. Sie kehrte im Jahr 1972 nach Bergen zurück und sie erhielt eine Pädagogikausbildung für den Umgang mit verhaltensauffälligen Schülern. Knudsen arbeitete schließlich von 1973 bis 1980 mit Unterbrechung als Rektorin an einer Schule für Kinder und Jugendliche mit Lernstörungen in Bergen.
Ab dem 17. Oktober 1979 war Knudsen Staatssekretärin im Kirchen- und Unterrichtsministerium (Kirke- og undervisningsdepartementet) in der Regierung Nordli und ab Februar 1981 weiter in der Regierung Brundtland I. Sie war dabei für Minister Einar Førde tätig. Bei der Parlamentswahl 1981 zog sie erstmals in das norwegische Nationalparlament Storting ein. Sie vertrat dort den Wahlkreis Hordaland. Während ihrer ersten Legislaturperiode war sie Mitglied des Sozialausschusses. Nach der Wahl 1985 wechselte sie in den Ausschuss für Kommunales und Umweltschutz. Im Mai 1986 ging sie während der laufenden Legislaturperiode in den Verbraucher- und Verwaltungsausschuss über und wurde dessen neue stellvertretende Vorsitzende. Nach der Stortingswahl 1989 wurde sie einfaches Mitglied im Energie- und Umweltausschuss, bevor sie im November 1990 in den Kirchen- und Unterrichtsausschuss wechselte. Während dieser Zeit galt sie als radikale Frontfigur ihrer Partei. Sie war politisch in der Friedensbewegung aktiv und stimmte mehrfach gegen ihre Partei, unter anderem in einer Abstimmung über den Gebrauch von Atomwaffen.
Am 4. November 1992 wurde Knudsen zur Sozialministerin in der Regierung Brundtland III ernannt. Zu ihren Aufgaben in dieser Zeit zählte das Ausarbeiten einer Position der Arbeiderpartiet zu einem EU-Beitritt. Am 1. Januar 1994 wurde sie neue Handels- und Schifffahrtsministerin, was sie bis zum Abtritt der Regierung Brundtland am 25. Oktober 1996 blieb. Während dieser Zeit wirkte Knudsen leitend an den schließlich bei einer Volksabstimmung gescheiterten EU-Beitrittsverhandlungen Norwegens mit. In der Regierung Jagland übernahm sie anschließend den Posten der Wirtschaftsministerin. Zum 1. Januar 1997 erhielt sie die Amtsbezeichnung Wirtschafts- und Handelsministerin. Sie verblieb in diesem Posten bis zum Ende der Regierung Jagland am 17. Oktober 1997. Knudsen, die wegen ihrer Regierungsmitgliedschaft ihr Mandat im Storting ruhen lassen musste, kehrte daraufhin in das Parlament zurück.
Im Storting übernahm sie im Oktober 1997 den Vorsitz des Kirchen-, Bildungs- und Forschungsausschuss. Nachdem es im Oktober 1997 zu einem Regierungswechsel gekommen war, wurde Knudsen am 17. März 2000 in der Regierung Stoltenberg I erneut zur Wirtschafts- und Handelsministerin ernannt. Ihre Amtszeit endete mit dem Abtritt der Regierung am 19. Oktober 2001. Im selben Jahr schied sie aus dem Storting aus und sie begann als Beraterin zu arbeiten.
Im Jahr 2013 veröffentlichte sie das Buch Basketak, in dem sie verschiedenen Politiker ihrer eigenen Partei kritisierte. Knudsen verstarb im Dezember 2023 im Alter von 83 Jahren.